# Okahandja
Okahandja (Otjiherero für Ort, an dem zwei Flüsse zu einem zusammenfließen) ist eine Gemeinde im gleichnamigen Wahlkreis und liegt im Süden der Region Otjozondjupa und im Zentrum Namibias an der Eisenbahnlinie sowie der Schnittstelle der Nationalstraßen B1 und B2 zwischen Swakopmund und Windhoek (heute Bahnstrecke Windhoek–Kranzberg, bis 1990 Bahnstrecke Swakopmund–Windhoek). Die Gemeinde hat etwa 45.000 Einwohner (Stand 2023) auf einer Fläche von 229,1 km².
In Okahandja vereinigen sich die beiden Flüsse Okakango und Okamita. Der Zusammenfluss wird selten auch als Okahandja River bezeichnet.

## Geschichte
Okahandja wurde im ausgehenden 18. Jahrhundert der bevorzugte Siedlungsplatz der aus dem Betschuanaland, dem heutigen Botswana, zuwandernden Herero-Stämme unter ihrem Häuptling Mutjise. In der Folgezeit gab es zwar immer wieder Verlegungen nach Windhuk, dem benachbarten Groß-Barmen oder auch Otjimbingwe, aber dennoch kehrten die Herero immer wieder nach Okahandja bzw. dem ebenfalls benachbarten Otjikune zurück. Hier hatte der damalige Oberhäuptling und Hüter des Ahnenfeuers, Tjamuaha, seinen Stammsitz und hier wurden die beiden bedeutsamsten Häuptlinge der Herero geboren: Maharero (1820) und Samuel Maharero (1856–1923).

Feste Okahandja (vor 1910)

Okahandja war wiederholt Schauplatz blutiger Geschehen: so am 23. August 1850, als Jonker Afrikaner mit seinem Stamm über den in Okahandja ansässigen Herero-Stamm des Kahitjene herfiel und unter den Herero das „Blutbad von Okahandja“ anrichtete. 1861 verstarb hier der inzwischen mit Tjamuaha befreundete Jonker Afrikaner und wenige Wochen später auch Tjamuaha selbst. In den Folgejahren verlor Okahandja seine Bedeutung zugunsten Otjimbingwes, rückte aber 1870 mit „Abschluss des 10-Jahres-Friedens“ wieder in den Mittelpunkt des Interesses, weil dieses Datum den absoluten Tiefpunkt der Macht der Afrikaner markierte. Am 23. August 1880 – also exakt 30 Jahre nach dem von Jonker Afrikaner an den Herero angerichteten Blutbad – wurde Okahandja erneut Schauplatz einer blutigen Tat. Nur diesmal war es Maharero, der die in Otjimbingwe anwesenden Afrikaner im Schlaf ermorden ließ und damit deren vollständigen Untergang einleitete.
1876 wurde die Rheinische Missionskirche als ältestes koloniales Gebäude Namibias errichtet.
Die in Okahandja ansässigen Herero waren danach die wichtigste Macht in Südwest-Afrika, so dass sich ab 1884 auch die deutsche Schutzmacht um eine vertragliche Übereinkunft mit den Herero bemühte – mit allerdings zunächst nur mäßigem Erfolg. 1888 wurden die deutschen Beamten sogar aus Okahandja verjagt und mussten Zuflucht in Otjimbingwe suchen. Nach Verstärkung der deutschen Schutztruppe verbesserte sich das Verhältnis zu den Deutschen jedoch, so dass 1890 erneut ein Schutzvertrag mit Curt von François in Okahandja abgeschlossen wurde. Die danach zunächst durchaus harmonischen Beziehungen zwischen der deutschen Schutzmacht und den Herero verschlechterten sich durch vielfältige Ungeschicklichkeiten, Übergriffe deutscher Farmer und Eigenmächtigkeiten deutscher Unternehmen zusehends und mündeten, als die Schutztruppe mit ihrem größten Teil im Süden durch einen Aufstand der Bondelswarte gebunden war, am 12. Januar 1904 in einen schnell um sich greifenden, von Okahandja ausgehenden Aufstand der Herero; dieser Krieg endete erst sieben Monate später mit der fast völligen Vernichtung der Herero in der Schlacht am Waterberg bzw. der nachfolgenden Vertreibung in die Omaheke.
Okahandja versank danach in geschichtlicher Bedeutungslosigkeit und tauchte aus dieser erst 1923 wieder auf, als der im botswanischen Exil verstorbene Häuptling Samuel Maharero nach Okahandja überführt und dort am 26. August 1923 zeremoniell beigesetzt wurde.

## Heutige Situation
Okahandja ist bis heute das wichtigste traditionelle Zentrum der Herero, wo ihre großen Führer Tjamuaha, Maharero, Samuel Maharero, Hosea Kutako und Clemens Kapuo begraben liegen. Zu ihrem Gedenken und in Erinnerung an die Schlacht am Waterberg findet hier alljährlich im August der traditionelle Hererotag statt – die wohl größte stammesbezogene Veranstaltung in Namibia mit allerdings zunehmend touristischem Charakter.
Okahandja ist auch das Wirtschaftszentrum der Region und verfügt über ein Krankenhaus, Arztpraxen, eine Apotheke, verschiedene größere Läden von Handelsketten, Autowerkstätten und etliche Restaurants. Von besonderer touristischer Bedeutung ist der große Schnitzermarkt von Okahandja.
Seit August 2016 wird die Stadt tagsüber mit Strom vom Photovoltaik-Kraftwerk InnoSun versorgt.
28 km westlich von Okahandja liegt das Erholungsgebiet Groß Barmen (Otjikango). Groß Barmen ist ein beliebtes Ausflugsziel. Das warme, schwefelige Heilwasser wird in ein Innen- und ein Außenbecken geleitet.

## Kommunalpolitik
Bei den Kommunalwahlen 2020 wurde folgendes amtliche Endergebnis für die Sitzverteilung ermittelt.
| Partei                            | Stimmen | Sitze |
| --------------------------------- | ------- | ----- |
| SWAPO                             | 1865 ▼  | 3 ▼   |
| IPC                               | 654 NEU | 1 NEU |
| Okahandja Rate Payers Association | 574 ▲   | 1 ▲   |
| LPM                               | 377 NEU | 1 NEU |
| UDF                               | 290 ▲   | 1 ▬   |

## Bildungseinrichtungen
In Okahandja gibt es mehrere Grund- sowie weiterführende Schulen, darunter:
- Berg-Op Academy
- Militärschule Okahandja
- Okahandja Secondary School[3]

## Städtepartnerschaften
- Maqiao, Volksrepublik China (seit 2003)
- Schwäbisch Hall, Deutschland[4]

## Söhne und Töchter der Stadt
- Walter Aston (* 1926), Politiker (ACN), Bürgermeister und Stadtrat von Okahandja, Mitglied der Nationalversammlung
- Israel Kaunatjike (* 1947), Herero-Aktivist
- Axali Doëseb (1954–2023), Musiker, Dirigent und Komponist
- Jacqueline Shipanga (* 1976), Fußballspielerin und -trainerin
- Richard Gariseb (* 1980), Fußballspieler